# Blaser 93 LRS2
Blaser 93 LRS2 — немецкая снайперская винтовка.
Для стрельбы из снайперской винтовки применяются винтовочные патроны калибра 7,62 мм NATO (.308 Winchester), .300 Winchester Magnum, 6,5×55 мм. Технически представляет собой 5-зарядную винтовку с продольно-скользящим "цанговым" затвором прямого действия. Подача патронов при стрельбе производится из отъемных коробчатых магазинов ёмкостью 5 патронов.
Винтовка комплектуется оптическим прицелом.

## Использование
- Спецподразделения армии и полиции Австралии
- Полиция Исландии
- Национальный полицейский корпус Нидерландов[англ.]
- Национальная полиция Франции
- Спецподразделения «Альфа»[1] и «Сокол» (спецподразделение УБОП МВД)